# Sabine Fries
Sabine Fries (* 1964 oder 1965) ist eine deutsche Theologin und Professorin für Gebärdensprachdolmetschen an der Hochschule für angewandte Wissenschaften Landshut.

## Leben und Wirken
Sabine Fries wuchs als Tochter gehörloser Eltern zweisprachig mit Deutsch und Deutscher Gebärdensprache auf. Sie studierte evangelische Theologie in Berlin und war dort lange in der Gehörlosenseelsorge tätig. Seit 2016 ist sie Professorin in Landshut und damit die erste gehörlose Professorin in Deutschland. An der Hochschule für angewandte Wissenschaften Landshut ist sie die Studiengangsleitung Gebärdensprachdolmetschen, Professorin für Gebärdensprachdolmetschen, Frauenbeauftragte und Mitglied des Fakultätsrats. Sabine Fries promovierte im Dezember 2019 an der Universität Bielefeld.
Fries pendelt zwischen Landshut und Berlin, sie hat einen Mann und drei Kinder.

## Arbeits- und Forschungsschwerpunkte
Sabine Fries setzt sich für die Ausbildung angehender Gebärdensprachdolmetscher ein und trägt so zur Reduzierung des Mangels an qualifizierten Fachkräften bei. Ein  Schwerpunkt ihrer Arbeit liegt in der Forschung zu bislang wenig untersuchten Themen innerhalb der Gehörlosengemeinschaft. Derzeit beschäftigt sie sich mit Gewalterfahrungen gehörloser Frauen. Neben ihrer akademischen Tätigkeit engagierte sie sich langjährig ehrenamtlich im Deutschen Gehörlosen-Bund, zuletzt als Präsidiumsmitglied und Frauenbeauftragte.

## Publikationen (Auswahl)
- Gewalterfahrungen gehörloser Frauen. Risikofaktoren, Ressourcen und gesundheitliche Folgen. Springer Nature, Berlin 2020, ISBN 978-3-658-31925-0.
- Gewalterfahrungen gehörloser Frauen. In: Nora Martinkat, Sophie Terhorst (Hrsg.): Psychotherapie in Gebärdensprache. Ansätze und Interventionen. Psychosozial-Verlag Gießen 2021, S. 381, ISBN 978-3-8379-2896-9.

## Auszeichnungen
- 2018: Kulturpreis der 6. Deutschen Kulturtage der Gehörlosen